# 佐藤貢
佐藤 貢（さとう みつぎ、1898年〈明治31年〉2月14日 - 1999年〈平成11年〉9月26日）は、大正時代から昭和時代の北海道の経営者・教育者。
北海道興農公社の設立に関わり、後身の雪印乳業の初代社長を務めた。また、長らく学校法人酪農学園の理事長を務めた。

## 来歴
札幌市生まれ。北海道庁立札幌第一中学校・　北海道帝國大學農学部卒業。アメリカのオハイオ州立大学農科大学で細菌学と乳業を学び、1922年（大正11年）に帰国。家業である農業を継ぐ。
1925年（大正14年）、父・善七が設立者の一人であった有限会社北海道製酪販売組合の技師となり、雪印の名で「北海道バター」を製造販売。1940年（昭和15年）から有限会社北海道興農公社の専務を務め、1946年（昭和21年）には経済安定本部勤務。1950年（昭和25年）に企業分割で雪印乳業が設立されると同社代表取締役社長となる。その後は、同社代表取締役会長や同社相談役を歴任。また、北海道テレビ放送（HTB）の取締役も歴任した。
1966年（昭和41年）、酪農学園大学学長・酪農学園大学短期大学部学長・学校法人酪農学園理事長に就任（大学及び短期大学部の学長は1969年退任）。1982年（昭和57年）からは学校法人酪農学園学園長も兼務した（～1985年）。1991年（平成3年）学校法人酪農学園理事長を勇退し、学校法人酪農学園名誉理事長に就任。1999年（平成11年）に死去。

## 受賞歴
- 勲三等瑞宝章（1968年）
- 北海道新聞文化賞（1971年）

## エピソード
- 祖父は北海道山鼻村に屯田兵として入植した[2]。父・佐藤善七は北海道庁長官官房勤務を経て、宇都宮仙太郎や黒澤酉蔵らとともに北海道製酪販売組合を設立した。この三人は北海道の「酪農三羽烏」と称された[3]。
- 佐藤が北海道製酪販売組合時代に瀬尾俊三（後の雪印乳業社長・同社会長）と共に考案したのが、雪印乳業株式会社の社章となった、雪の結晶の中に、北海道を象徴する北極星を組み合わせたマークである[4]。
- 後の雪印の代表的な製品となる「北海道バター」は、販売当初は東京では「大島バター」の名で販売されていたのを情けなく思って箱の図柄に北海道の地図と、雪の結晶の中に、北海道を象徴する北極星を組み合わせたマークを入れて販売したのが始まりである[5]。
- 父同様にクリスチャンであり、葬儀はキリスト葬で営まれた[6]。